# Danie G. Krige
Danie Gerhardus Krige (* 26. August 1919 in der Provinz Oranje-Freistaat; † 3. März 2013 in Johannesburg) war ein südafrikanischer Geostatistiker, der als Professor an der Witwatersrand-Universität in Johannesburg wirkte. Zu Beginn der 1950er Jahre entwickelte er die Grundlagen der Geostatistik auf der Basis empirischer Daten aus dem Goldbergbau. Die Technik des Kriging ist nach ihm benannt. Kriges empirische Arbeit zur Abschätzung mineralischer Ressourcen wurde in den 1960er Jahren vom Franzosen Georges Matheron formalisiert.
1987 erhielt Krige den Daniel C. Jackling-Preis der Society for Mining, Metallurgy & Exploration, 1998 erhielt er die John F. W. Herschel-Medaille der Royal Society of South Africa, die seit 1983 für außerordentliche Verdienste in der Wissenschaft vergeben wird. Von 1991 bis 1993 war er Präsident des APCOM und von 1996 bis 2000 war er Vorstandsmitglied der International Association of Mathematical Geosciences. Er war Ehrenmitglied des Konzils der Geostatistical Association of Southern Africa. 2012 erhielt er den Order of the Baobab in Silber.

## Schriften
- A statistical approach to some basic mine valuation problems on the Witwatersrand. J. of the Chem., Metal. and Mining Soc. of South Africa 52 (6): 119–139, 1951
- Geostatistics and the Definition of Uncertainty. Trans. Inst. Mining Metallurgy 93: A41-A47, 1984